# Angélique Debargues
Angélique Debargues, död 1724, var en fransk ballerina. Hon var mätress till Polens kung August den starke under 1710-talet. 
Hon var anställd som ballerina vid den franska teatern vid det polska hovet mellan 1709 och 1720, och hade vid den tiden ett förhållande med kung August. 